# NGC 1196
NGC 1196 est une galaxie lenticulaire située dans la constellation de l'Éridan. NGC 1196 a été découverte par l'astronome britannique John Herschel en 1835.

## Caractéristiques
Sa vitesse par rapport au fond diffus cosmologique est de 3 202 ± 25 km/s, ce qui correspond à une distance de Hubble de 47,2 ± 3,3 Mpc (∼154 millions d'al).